# Kierston Wareing
Pour les articles homonymes, voir Wareing.
Kierston Wareing, née le 7 janvier 1976 à Leigh-on-Sea (Royaume-Uni), est une actrice britannique.

## Biographie
Kierston Wareing est la révélation du film It's a Free World! de Ken Loach. Elle a suivi les cours du Lee Strasberg Theatre and Film Institute à New York.

## Filmographie
- 2007 : La Fureur dans le sang (Wire in the Blood) (série télévisée) : Tina Adams
- 2007 : It's a Free World! de Ken Loach : Angie
- 2007 : Rise of the Footsoldier : Kate Carter
- 2009 : Fish Tank d'Andrea Arnold
- 2009 : The Take (série télévisée) : Jackie
- 2012 : Inside Men (série TV) - 4 épisodes : Gina
- 2013 : La Bible (The Bible) (série télévisée) : Dalila
- 2013 : Let me survive : Kate
- 2016 : 100 Streets de Jim O'Hanlon : Kathy
- 2018 : I Love my Mum : Olga

## Distinctions
- Nomination au prix de la révélation féminine de l'année et de la meilleure actrice dans un film britannique indépendant, lors des British Independent Film Awards en 2007 pour It's a Free World!